# 湖の島・島の湖の一覧
湖の島・島の湖の一覧（）は、湖に浮かぶ島と、島の中にある湖についての一覧である。
以下、大陸と湖岸線を共有する湖に浮かぶ島と、入れ子の島の最も外側以外を構成する島とを区別する目的で、前者のみを「湖の島」に分類する。同じ目的で、海岸線を有する島と湖岸線を共有する湖のみを「島の湖」に分類する。
表内の「名称」の列には、正確な日本語表記が不明な島・湖のみ、原語表記を併記する。
「場所」の列には、例えば、ある島がA大陸のB湖に浮かぶC島の中にあるD湖に存在する場合、大陸名を省略して「B湖/C島/D湖」と表記している。湖の場合も、海洋名を省略して同様に表記する。

## 島

### 湖の島

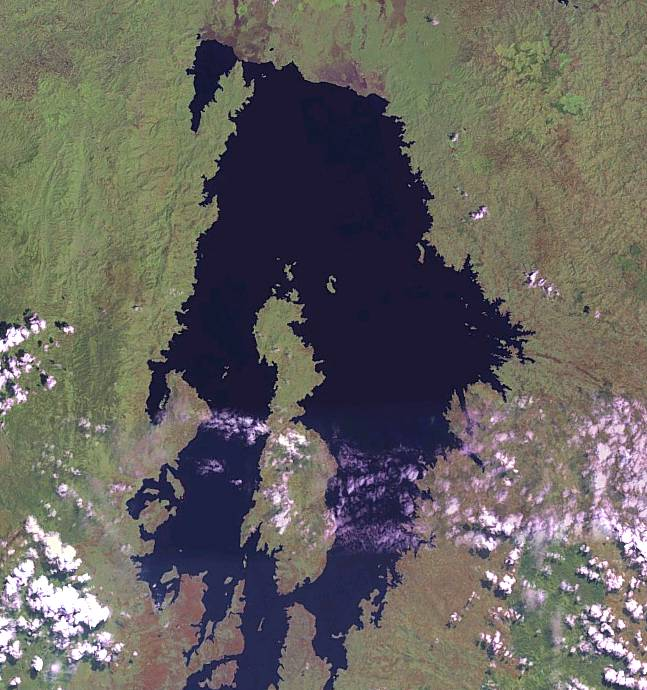
キブ湖の中南部に浮かぶイディウィ島

| 名称                                    | 場所                                              | 国               | 面積 （km2） | 座標                                                                   | 備考 |
| --------------------------------------- | ------------------------------------------------- | ---------------- | ------------ | ---------------------------------------------------------------------- | --- |
| アスペン島                              | バーリー・グリフィン湖                            | オーストラリア   | —            | 南緯35度17分56秒 東経149度08分32秒 / 南緯35.29889度 東経149.14222度    | 人造湖に浮かぶ人工島である。 |
| イディウィ島                            | キブ湖                                            | コンゴ民主共和国 | 340          | 南緯2度9分58秒 東経29度3分21秒 / 南緯2.16611度 東経29.05583度          | |
| ウィザード島                            | クレーター湖                                      | アメリカ         | 1.3          | 北緯42度56分19秒 西経122度8分44秒 / 北緯42.93861度 西経122.14556度     | クレーター湖自体は、マザマ山の噴火で生まれたカルデラである。連続した小規模の噴火は、後にカルデラ底にスコリア丘を形成した。その中で、ウィザード島は、最も標高が高く、湖面から顔を出す唯一のスコリア丘である。 |
| ウカラ島                                | ヴィクトリア湖                                    | タンザニア       | 80           | 南緯1度50分21.2秒 東経33度2分56.2秒 / 南緯1.839222度 東経33.048944度   | |
| ウケレウェ島                            | ヴィクトリア湖                                    | タンザニア       | 530          | 南緯2度1分46秒 東経33度0分36秒 / 南緯2.02944度 東経33.01000度          | アフリカで最も大きな、湖の島である。 |
| ウトヤ島                                | ティーリフィヨレン湖（ノルウェー語: Tyrifjorden） | ノルウェー       | 0.106        | 北緯60度1分25秒 東経10度14分53秒 / 北緯60.02361度 東経10.24806度       | |
| ウルフ島                                | オンタリオ湖                                      | カナダ           | 124          | 北緯44度10分0秒 西経76度22分0秒 / 北緯44.16667度 西経76.36667度        | |
| エドワード島                            | スペリオル湖                                      | カナダ           | 6            | 北緯48度23分15秒 西経88度37分26秒 / 北緯48.38750度 西経88.62389度      | |
| オメテペ島                              | ニカラグア湖                                      | ニカラグア       | 276          | 北緯11度30分 西経85度35分 / 北緯11.500度 西経85.583度                  | |
| オリホン島                              | バイカル湖                                        | ロシア           | 730          | 北緯53度9分24秒 東経107度23分1秒 / 北緯53.15667度 東経107.38361度      | |
| キジ島                                  | オネガ湖                                          | ロシア           | 5            | 北緯62度5分0秒 東経35度13分0秒 / 北緯62.08333度 東経35.21667度         | |
| グロドミリャ島                          | セリゲル湖                                        | ロシア           | 3.14         | 北緯57度12分8秒 東経33度4分0秒 / 北緯57.20222度 東経33.06667度         | |
| コタサーリ島（芬: Kotasaari）           | カッラ湖                                          | フィンランド     | 285          | 北緯62度52分52秒 東経28度0分23秒 / 北緯62.88111度 東経28.00639度       | |
| サーミンギンサロ島（芬: Sääminginsalo） | サイマー湖                                        | フィンランド     | 1,090        | 北緯61度58分58秒 東経29度4分53秒 / 北緯61.98278度 東経29.08139度       | |
| サパテラ島                              | ニカラグア湖                                      | ニカラグア       | 54           | 北緯11度43分48秒 西経85度49分12秒 / 北緯11.73000度 西経85.82000度      | |
| シュヴァーナウ島                        | ラウエルツ湖                                      | スイス           | 0.005728     | 北緯47度1分57.2秒 東経8度35分51.4秒 / 北緯47.032556度 東経8.597611度   | |
| シルコックス島（英: Silcox Island）     | アメリカン湖（英: American Lake）                 | アメリカ         | —            | 北緯47度7分44秒 西経122度33分53秒 / 北緯47.12889度 西経122.56472度     | |
| スアシ島                                | チチカカ湖                                        | ペルー           | 0.43         | 南緯15度27分11秒 西経69度28分35秒 / 南緯15.45306度 西経69.47639度      | |
| ストーンダム島                          | ウィニペソーキー湖                                | アメリカ         | 0.453        | 北緯43度37分40秒 西経71度26分10秒 / 北緯43.62778度 西経71.43611度      | |
| スリキ島                                | チチカカ湖                                        | ボリビア         | 4.5          | 南緯16度18分20秒 西経68度45分31秒 / 南緯16.30556度 西経68.75861度      | |
| セントイグナス島                        | スペリオル湖                                      | カナダ           | 274          | 北緯48度47分33秒 西経87度55分43秒 / 北緯48.79250度 西経87.92861度      | |
| セントジョゼフ島                        | ヒューロン湖                                      | カナダ           | 365          | 北緯46度13分11秒 西経83度56分47秒 / 北緯46.21972度 西経83.94639度      | |
| ソイサロ島（芬: Soisalo）               | —                                                 | フィンランド     | 1,638        | 北緯62度28分58秒 東経28度7分53秒 / 北緯62.48278度 東経28.13139度       | |
| 太陽の島                                | チチカカ湖                                        | ボリビア         | 14.3         | 南緯16度1分14秒 西経69度19分35秒 / 南緯16.02056度 西経69.32639度       | |
| ダック島（英: Duck Island）             | グリーン湖                                        | アメリカ         | —            | 北緯47度40分46秒 西経122度20分28.9秒 / 北緯47.67944度 西経122.341361度 | |
| チシ島                                  | チルワ湖                                          | マラウイ         | —            | 南緯15度20分0秒 東経35度37分0秒 / 南緯15.33333度 東経35.61667度        | |
| チズムル島                              | マラウイ湖                                        | マラウイ         | —            | 南緯12度1分21秒 東経34度37分21秒 / 南緯12.02250度 東経34.62250度       | |
| ドラモンド島                            | ヒューロン湖                                      | アメリカ         | 347          | 北緯46度0分 西経83度40分 / 北緯46.000度 西経83.667度                   | |
| ビーバー島                              | ミシガン湖                                        | アメリカ         | 145          | 北緯45度40分0秒 西経85度32分0秒 / 北緯45.66667度 西経85.53333度        | |
| ビッグ島（英: Big Island）              | グレートスレーブ湖                                | カナダ           | ~200         | 北緯61度7分45秒 西経116度45分24秒 / 北緯61.12917度 西経116.75667度     | |
| ピララヒ島                              | カスピ海                                          | アゼルバイジャン | 17.56        | 北緯40度28分23秒 東経50度19分48秒 / 北緯40.47306度 東経50.33000度      | |
| ブレッド島                              | ブレッド湖                                        | スロベニア       | 0.0082       | 北緯62度39分4秒 西経97度47分14秒 / 北緯62.65111度 西経97.78722度       | スロベニアで唯一の、自然に形成された島である。 |
| プロビンス島                            | メンフレメーゴグ湖                                | カナダ アメリカ  | 3.1          | 北緯45度0分34秒 西経72度13分57秒 / 北緯45.00944度 西経72.23250度       | 島の上に国境が引かれ、北はカナダのケベック州に、南はアメリカ合衆国のバーモント州に属しているが、カナダの領土に比べてアメリカ合衆国の領土は僅かである。                                                       |
| ヘックラー島                            | ウィニペグ湖                                      | カナダ           | —            | 北緯51度5分0秒 西経96度43分9秒 / 北緯51.08333度 西経96.71917度         | |
| ベッラ島                                | マッジョーレ湖                                    | イタリア         | 0.064        | 北緯45度53分43秒 東経8度31分38秒 / 北緯45.89528度 東経8.52722度        | |
| マーサー島                              | ワシントン湖                                      | アメリカ         | 33.4         | 北緯47度34分39秒 西経122度12分43.2秒 / 北緯47.57750度 西経122.212000度 | |
| マキノー島                              | ヒューロン湖                                      | アメリカ         | 11.3         | 北緯45度51分40秒 西経84度37分50秒 / 北緯45.86111度 西経84.63056度      | |
| マニトゥーリン島                        | ヒューロン湖                                      | カナダ           | 2,766        | 北緯45度39分8秒 西経82度6分32秒 / 北緯45.65222度 西経82.10889度        | 世界で最も大きな、湖の島である。 |
| ミギンゴ島                              | ヴィクトリア湖                                    | ケニア           | 0.002        | 南緯0度52分58秒 東経33度56分18秒 / 南緯0.88278度 東経33.93833度        | |
| ミドル島                                | エリー湖                                          | カナダ           | 0.185        | 北緯41度40分58秒 西経82度40分58秒 / 北緯41.68278度 西経82.68278度      | カナダ最南端の地である。 |
| ムファンガノ島                          | ヴィクトリア湖                                    | ケニア           | 65           | 南緯0度27分39秒 東経34度0分43秒 / 南緯0.46083度 東経34.01194度         | |
| モンテ・イーゾラ島                      | イゼーオ湖                                        | イタリア         | 4.5          | 北緯45度42分20秒 東経10度5分10秒 / 北緯45.70556度 東経10.08611度       | |
| ライヒェナウ島                          | ボーデン湖                                        | ドイツ           | 4.3          | 北緯47度41分35秒 東経9度3分47秒 / 北緯47.69306度 東経9.06306度         | 2000年に、ユネスコの世界遺産に登録されている。 |
| リコマ島                                | マラウイ湖                                        | マラウイ         | 18           | 南緯12度4分0秒 東経34度44分0秒 / 南緯12.06667度 東経34.73333度         | |
| ルネ・ルヴァスール島                    | マニクアガン湖                                    | カナダ           | 2,020        | 北緯51度23分50秒 西経68度41分30秒 / 北緯51.39722度 西経68.69167度      | ダニエル・ジョンソンダムの建設に伴い、建設以前にあった小さな湖の水が溢れてマニクアガン湖が生まれた。従って、この島は人工島である。また、成因がクレーターという点でも特異な存在である。                       |
| レインディア島                          | ウィニペグ湖                                      | カナダ           | —            | 北緯52度24分0秒 西経97度59分0秒 / 北緯52.40000度 西経97.98333度        | |
| ロイヤル島                              | スペリオル湖                                      | アメリカ         | 535          | 北緯48度0分 西経88度55分 / 北緯48.000度 西経88.917度                   | |
| ローベン島                              | メーラレン湖                                      | スウェーデン     | 23.22        | 北緯59度19分30秒 東経17度50分42秒 / 北緯59.32500度 東経17.84500度      | |
| —                                       | オルバ・ツォ                                      | 中国             | —            | 北緯34度32分44秒 東経81度2分21秒 / 北緯34.54556度 東経81.03917度       | |

### 島の湖の島

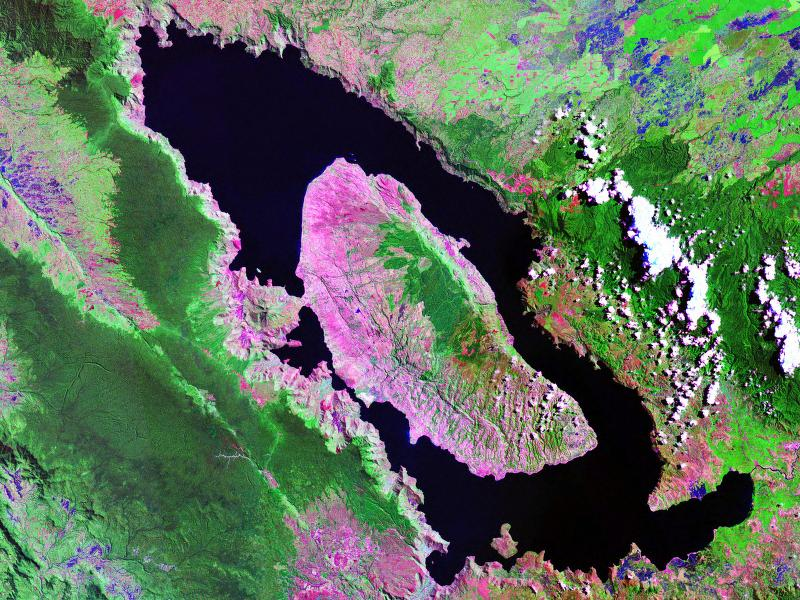
トバ湖の中央にあるサモシール島

フィンランドだけで、1,000個近くの島の湖の島が存在する。
| 名称                                             | 場所                                                                  | 国                 | 面積 （km2） | 座標                                                                      | 備考 |
| ------------------------------------------------ | --------------------------------------------------------------------- | ------------------ | ------------ | ------------------------------------------------------------------------- | --- |
| 青島                                             | 本州/湖山池                                                           | 日本               | 1.47         | 北緯35度30分11秒 東経134度09分17秒 / 北緯35.50306度 東経134.15472度       | |
| うの島                                           | 本州/河口湖                                                           | 日本               | 0.028        | 北緯35度30分52秒 東経138度44分40秒 / 北緯35.51444度 東経138.74444度       | 富士五湖に浮かぶ唯一の島である。                                                                              |
| 江島                                             | 本州/中海                                                             | 日本               | —            | 北緯35度30分52.5秒 東経133度11分51.4秒 / 北緯35.514583度 東経133.197611度 | |
| 沖島                                             | 本州/琵琶湖                                                           | 日本               | 1.51         | 北緯35度12分28秒 東経136度3分58秒 / 北緯35.20778度 東経136.06611度        | 日本最大の湖である琵琶湖に浮かぶ3つの島の中で、最も大きい。日本国内では、島の湖の島の中で唯一の有人島である。 |
| 翁島                                             | 本州/猪苗代湖                                                         | 日本               | 0.07         | 北緯37度30分33秒 東経140度2分15秒 / 北緯37.50917度 東経140.03750度        | |
| ガッター島（英: Gatter Island）                  | エルズミア島/ヘイズン湖                                               | カナダ             | 0.2          | 北緯81度55分5秒 西経69度5分35秒 / 北緯81.91806度 西経69.09306度           | |
| カブリトス島                                     | イスパニョーラ島/エンリキージョ湖                                     | ドミニカ共和国     | 16.67        | 北緯18度29分21秒 西経71度40分55秒 / 北緯18.48917度 西経71.68194度         | |
| グッディン島（英: Goodin Island）                | フィダルゴ島/キャンベル湖（英: Lake Campbell）                        | アメリカ           | 0.09         | 北緯48度26分18.3秒 西経122度37分0.7秒 / 北緯48.438417度 西経122.616861度  | |
| グラバー島                                       | ニューファンドランド島/グランド湖                                     | カナダ             | 178          | 北緯48度46分52秒 西経57度41分54秒 / 北緯48.78111度 西経57.69833度         | |
| 上野島                                           | 本州/中禅寺湖                                                         | 日本               | 0.0003       | 北緯36度43分48秒 東経139度28分2秒 / 北緯36.73000度 東経139.46722度        | |
| サモシール島                                     | スマトラ島/トバ湖                                                     | インドネシア       | 630          | 北緯2度35分 東経98度49分 / 北緯2.583度 東経98.817度                       | 世界で最も大きな、島の湖の島である。運河の掘削で、人工的に作られた。                                          |
| スヴェタ・マリヤ島（クロアチア語: Sveta Marija） | ムリェト島/ヴェリコ湖（クロアチア語: Veliko jezero）                  | クロアチア         | 0.017        | 北緯42度46分8秒 東経17度21分37秒 / 北緯42.76889度 東経17.36028度          | |
| ストールグリュナン島（典: Storgrynnan）          | オーランド本島/ヴァンデーフィヤーデン湖                               | フィンランド       | 0.12         | 北緯60度17分46秒 東経19度55分12秒 / 北緯60.29611度 東経19.92000度         | |
| タール火山島                                     | ルソン島/タール湖                                                     | フィリピン         | 26.1         | 北緯14度0分44秒 東経120度59分7秒 / 北緯14.01222度 東経120.98528度         | |
| 大根島                                           | 本州/中海                                                             | 日本               | —            | 北緯35度29分40秒 東経133度10分30秒 / 北緯35.49444度 東経133.17500度       | |
| 多景島                                           | 本州/琵琶湖                                                           | 日本               | 0.6          | 北緯35度17分47秒 東経136度10分41秒 / 北緯35.29639度 東経136.17806度       | |
| 竹生島                                           | 本州/琵琶湖                                                           | 日本               | 0.14         | 北緯35度25分20秒 東経136度8分37秒 / 北緯35.42222度 東経136.14361度        | |
| デリーワラ島（英: Derrywarragh Island）          | アイルランド島/ネイ湖                                                 | イギリス           | 0.56         | 北緯54度30分57秒 西経6度34分11秒 / 北緯54.51583度 西経6.56972度           | |
| 中島                                             | 北海道本島/屈斜路湖                                                   | 日本               | 5.81         | 北緯43度37分56秒 東経144度18分20秒 / 北緯43.63222度 東経144.30556度       | 日本で最も大きな、島の湖の島である。                                                                          |
| 中島                                             | 北海道本島/洞爺湖                                                     | 日本               | 4.84         | 北緯42度36分7秒 東経140度51分11秒 / 北緯42.60194度 東経140.85306度        | |
| 初島                                             | 本州/諏訪湖                                                           | 日本               | 0.00066      | 北緯36度2分58.4秒 東経138度6分32.6秒 / 北緯36.049556度 東経138.109056度   | |
| ピジョン島（英: Pigeon Island）                  | 南島/ワカティプ湖                                                     | ニュージーランド   | 1.7          | 南緯44度55分30秒 東経168度23分50秒 / 南緯44.92500度 東経168.39722度       | |
| ベル島                                           | グレートブリテン島/ウィンダミア湖                                     | イギリス           | 0.17         | 北緯54度21分43秒 西経2度56分4秒 / 北緯54.36194度 西経2.93444度            | |
| ポモナ島（英: Pomona Island）                    | 南島/マナポウリ湖                                                     | ニュージーランド   | 2.6          | 南緯45度30分30秒 東経167度28分30秒 / 南緯45.50833度 東経167.47500度       | |
| モウ・ワホ島                                     | 南島/ワナカ湖                                                         | ニュージーランド   | 1.2          | 南緯44度33分10秒 東経169度4分50秒 / 南緯44.55278度 東経169.08056度        | |
| モコイア島                                       | 北島/ロトルア湖                                                       | ニュージーランド   | 1.35         | 南緯38度4分50秒 東経176度17分5秒 / 南緯38.08056度 東経176.28472度         | |
| モトゥタイコ島（英: Motutaiko Island）           | 北島/タウポ湖                                                         | ニュージーランド   | 0.11         | 南緯38度51分17秒 東経175度56分36秒 / 南緯38.85472度 東経175.94333度       | |
| モトモト島（英: Motmot Island）                  | ロング島/ウィズダム湖（英: Lake Wisdom）                              | パプアニューギニア | 0.04         | 南緯5度21分8秒 東経147度7分2秒 / 南緯5.35222度 東経147.11722度            | |
| 于飛島                                           | 台湾本島/青草湖                                                       | 台湾               | 0.00425      | 北緯24度46分29秒 東経120度58分18秒 / 北緯24.77472度 東経120.97167度       | |
| 嫁ヶ島                                           | 本州/宍道湖                                                           | 日本               | 0.002657     | 北緯36度2分58.4秒 東経138度6分32.6秒 / 北緯36.049556度 東経138.109056度   | |
| ラフイ島（英: Rahui Island）                     | 北島/ワイカレイティ湖                                                 | ニュージーランド   | —            | 南緯38度42分45秒 東経177度10分30秒 / 南緯38.71250度 東経177.17500度       | |
| ラル島                                           | 台湾本島/日月潭                                                       | 台湾               | 0.882        | 北緯23度51分20秒 東経120度54分40秒 / 北緯23.85556度 東経120.91111度       | |
| ロエハ島（インドネシア語: Pulau Loeha）          | スラウェシ島/トウティ湖                                               | インドネシア       | 12.5         | 南緯2度46分22秒 東経121度32分51秒 / 南緯2.77278度 東経121.54750度         | |
| —                                                | アイスランド島/ブリョンドゥロゥン                                     | アイスランド       | —            | —                                                                         | |
| —                                                | カットバ島/—                                                          | ベトナム           | 0.0005       | 北緯20度46分54秒 東経107度5分30秒 / 北緯20.78167度 東経107.09167度        | |
| —                                                | セイロン島/セーナーナーヤカ・サムドゥラヤ（英: Senanayake Samudraya） | スリランカ         | 0.02         | 北緯7度12分0秒 東経81度31分10秒 / 北緯7.20000度 東経81.51944度            | |
| —                                                | ブラウンシー島/ウェスト湖（英: West Lake）                            | イギリス           | 0.0008       | 北緯50度41分34秒 西経1度58分21秒 / 北緯50.69278度 西経1.97250度           | |
| —                                                | フラエティ島/カセガリク湖（英: Kasegalik Lake）                       | カナダ             | —            | —                                                                         | |

### 湖の島の湖の島
| 名称                                   | 場所 | 国           | 面積 （km2） | 座標                                                                 |
| -------------------------------------- | --- | ------------ | ------------ | -------------------------------------------------------------------- |
| ウコンサーリ島（芬: Ukonsaari）        | ピヒラヤヴェシ湖/パルタランサーリ島（芬: Partalansaari）/クルケムス湖（芬: Kulkemus）                    | フィンランド | 0.12         | 北緯61度40分9秒 東経28度23分43秒 / 北緯61.66917度 東経28.39528度     |
| オフェーホルメーン島（典: Ösjöholmen） | レヴスンドフェーン湖（典: Revsundssjön）/アンメレーン島（典: Ammerön）/オフェーン湖（典: Ösjön）         | スウェーデン | 0.008        | 北緯62度51分57秒 東経15度10分23秒 / 北緯62.86583度 東経15.17306度    |
| カカワイー島（英: Kakawaie Island）    | ヒューロン湖/マニトゥーリン島/カガウォング湖（英: Lake Kagawong）                                        | カナダ       | 0.24         | 北緯45度48分45秒 西経82度18分22秒 / 北緯45.81250度 西経82.30611度    |
| コッコサーリ島（英: Kokkosaari）       | サイマー湖/サーミンギンサロ島（芬: Sääminginsalo）/コッコハウタ湖（芬: Kokkohauta）                      | フィンランド | 0.88         | 北緯61度59分20秒 東経29度12分55秒 / 北緯61.98889度 東経29.21528度    |
| スーリサーリ島（芬: Suurisaari）       | サイマー湖/アイトサーリ島（芬: Äitsaari）/オイニンキ湖（芬: Oininki）                                    | フィンランド | 0.14         | 北緯61度18分57秒 東経28度38分1秒 / 北緯61.31583度 東経28.63361度     |
| トレジャー島                           | ヒューロン湖/マニトゥーリン島/ミンデモヤ湖（英: Lake Mindemoya）                                         | カナダ       | 0.4          | 北緯45度45分50秒 西経82度10分41秒 / 北緯45.76389度 西経82.17806度    |
| ピーローンサーリ島（芬: Piiroonsaari） | カッラ湖/コタサーリ島（芬: Kotasaari）/サラヴェシ湖（芬: Saravesi）                                      | フィンランド | 0.22         | 北緯62度50分41秒 東経28度4分36秒 / 北緯62.84472度 東経28.07667度     |
| ラースカサーリ島（芬: Raaskasaari）    | ピヒラヤヴェシ湖/ヴィルヤカンサーリ島（芬: Viljakansaari）/キュッリオンヤルヴィ湖（芬: Kylliönjärvi）    | フィンランド | 0.05         | 北緯61度33分53秒 東経28度22分56秒 / 北緯61.56472度 東経28.38222度    |
| ライアン島（英: Ryan Island）          | スペリオル湖/ロイヤル島/シスキウィット湖                                                                 | アメリカ     | 0.141        | 北緯48度0分36秒 西経88度46分15秒 / 北緯48.01000度 西経88.77083度     |
| —                                      | ヴェーネルン湖/コーッランドスー島（英: Kållandsö）/—                                                     | スウェーデン | 0.0027       | 北緯58度41分52秒 東経13度11分18秒 / 北緯58.69778度 東経13.18833度    |
| —                                      | ウォラストン湖/シャガナッピー島（英: Shaganappie Island）/—                                              | カナダ       | 0.0066       | 北緯58度22分22秒 西経102度57分51秒 / 北緯58.37278度 西経102.96417度  |
| —                                      | カボンガ貯水池（英: Cabonga Reservoir）/ブロンソン島（仏: Île Bronson）/シヴィック湖（仏: Lac Civic）    | カナダ       | —            | 北緯47度24分46秒 東経76度29分12.6秒 / 北緯47.41278度 東経76.486833度 |
| —                                      | クニーリンガー湖（独: Knielinger See）/—/—                                                               | ドイツ       | 0.0003       | 北緯49度1分52.5秒 東経8度18分34.3秒 / 北緯49.031250度 東経8.309528度 |
| —                                      | クリー湖/イスパティナウ島（英: Ispatinow Island）/—                                                      | カナダ       | 0.00019      | 北緯57度27分40秒 西経106度40分47秒 / 北緯57.46111度 西経106.67972度  |
| —                                      | クレーター湖/ウィザード島/—                                                                              | アメリカ     | —            | —                                                                    |
| —                                      | グレートスレーブ湖/ウィルソン島（英: Wilson Island）/—                                                   | カナダ       | 0.011        | 北緯61度50分7秒 西経112度46分57秒 / 北緯61.83528度 西経112.78250度   |
| —                                      | グレートスレーブ湖/ブランチェット島/—                                                                    | カナダ       | 0.01         | 北緯61度59分40秒 西経112度30分56秒 / 北緯61.99444度 西経112.51556度  |
| —                                      | コヴドーゼロ湖（露: Ковдозеро）/—/—                                                                      | ロシア       | 0.0162       | 北緯66度45分23秒 東経31度58分37秒 / 北緯66.75639度 東経31.97694度    |
| —                                      | ゴッズ湖/エルク島（英: Elk Island）/マーガレット湖（英: Margaret Lake）                                  | カナダ       | 0.00095      | 北緯54度39分32秒 西経94度10分44秒 / 北緯54.65889度 西経94.17889度    |
| —                                      | スペリオル湖/シンプソン島（英: Simpson Island）/カリブー湖（英: Caribou Lake）                           | カナダ       | 0.00465      | 北緯48度45分51秒 西経87度39分33秒 / 北緯48.76417度 西経87.65917度    |
| —                                      | スペリオル湖/シンプソン島（英: Simpson Island）/モリンスキー湖（英: Molinski Lake）                      | カナダ       | 0.01         | 北緯48度49分13秒 西経87度42分51秒 / 北緯48.82028度 西経87.71417度    |
| —                                      | スペリオル湖/セントイグナス島/アントラー湖（英: Antler Lake）                                            | カナダ       | 0.0041       | 北緯48度48分59秒 西経88度0分5秒 / 北緯48.81639度 西経88.00139度      |
| —                                      | スペリオル湖/セントイグナス島/ウィリアムソン湖（英: Williamson Lake）                                    | カナダ       | 0.00425      | 北緯48度48分4秒 西経88度1分39秒 / 北緯48.80111度 西経88.02750度      |
| —                                      | スペリオル湖/セントイグナス島/ミューア湖（英: Muir Lake）                                                | カナダ       | 0.00325      | 北緯48度48分28秒 西経88度2分3秒 / 北緯48.80778度 西経88.03417度      |
| —                                      | スペリオル湖/パイ島（英: Pie Island）/—                                                                  | カナダ       | 0.0086       | 北緯48度13分58秒 西経89度3分26秒 / 北緯48.23278度 西経89.05722度     |
| —                                      | スペリオル湖/パターソン島/ヴェロニカ湖（英: Veronica Lake）                                              | カナダ       | 0.0065       | 北緯48度39分28秒 西経86度59分23秒 / 北緯48.65778度 西経86.98972度    |
| —                                      | スペリオル湖/ミシピコテン島/チャネル湖（英: Channel Lake）                                               | カナダ       | 0.0084       | 北緯47度43分50秒 西経85度48分0秒 / 北緯47.73056度 西経85.80000度     |
| —                                      | スペリオル湖/ミシピコテン島/ミシ湖（英: Michi Lake）                                                     | カナダ       | 0.0037       | 北緯47度44分28秒 西経85度54分29秒 / 北緯47.74111度 西経85.90806度    |
| —                                      | ニピゴン湖/ケルヴィン島（英: Kelvin Island）/フリス湖（英: Frith Lake）                                  | カナダ       | 0.0013       | 北緯49度52分29秒 西経88度40分53秒 / 北緯49.87472度 西経88.68139度    |
| —                                      | ニピゴン湖/シェイクスピア島（英: Shakespeare Island）/ヴァヌーイェン湖（英: Vanooyen Lake）              | カナダ       | 0.0182       | 北緯49度39分36秒 西経88度24分10秒 / 北緯49.66000度 西経88.40278度    |
| —                                      | ヒューロン湖/ドラモンド島/セカンド湖（英: Second Lake）                                                  | アメリカ     | 0.044        | 北緯46度3分2秒 西経83度35分55秒 / 北緯46.05056度 西経83.59861度      |
| —                                      | マニクアガン湖/ルネ・ルヴァスール島/カンシ湖（仏: Lac Cancy）                                            | カナダ       | 0.011        | 北緯51度33分21秒 西経68度50分52秒 / 北緯51.55583度 西経68.84778度    |
| —                                      | マニクアガン湖/ルネ・ルヴァスール島/ショノワ湖（仏: Lac du Chaunoy）                                     | カナダ       | 0.44         | 北緯51度33分5秒 西経68度49分8秒 / 北緯51.55139度 西経68.81889度      |
| —                                      | ミシガン湖/チェンバーズ島（英: Chambers Island）/マッケイシー湖（英: Mackaysee Lake）                    | アメリカ     | 0.009        | 北緯45度11分41秒 西経87度20分43秒 / 北緯45.19472度 西経87.34528度    |
| —                                      | ミスタシニ湖（英: Lake Mistassini）/ギヨーム・クチュール島（仏: Ile Guillaume Couture）/—                | カナダ       | 0.0017       | 北緯50度55分1秒 西経73度37分32秒 / 北緯50.91694度 西経73.62556度     |
| —                                      | ミスタシニ湖（英: Lake Mistassini）/チャパイパーヌ島（仏: Ile Tchapahipane）/—                           | カナダ       | 0.00125      | 北緯51度4分34秒 西経73度25分25秒 / 北緯51.07611度 西経73.42361度     |
| —                                      | ミスタシニ湖（英: Lake Mistassini）/ワルコット島（仏: Îlots Walcott）/ピガモン湖（仏: Lac des Pigamons） | カナダ       | 0.0002       | 北緯51度7分18秒 西経73度21分34秒 / 北緯51.12167度 西経73.35944度     |
| —                                      | メーラレン湖/ティンネルスー島（典: Tynnelsö）/—                                                          | スウェーデン | 0.0005       | 北緯59度25分1秒 東経17度4分44秒 / 北緯59.41694度 東経17.07889度      |
| —                                      | レインディア湖/マルコム島（英: Malcolm Island）/キャルダー湖（英: Calder Lake）                          | カナダ       | 0.0154       | 北緯56度58分24秒 西経102度8分1秒 / 北緯56.97333度 西経102.13361度    |

### 島の湖の島の湖の島

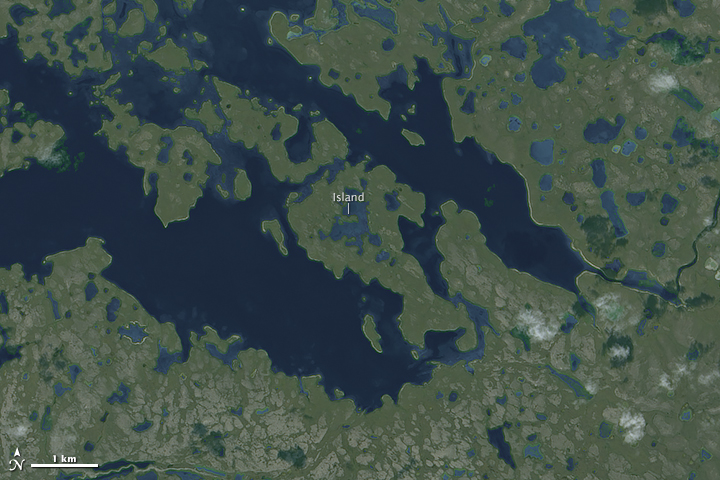
カナダのヌナブト準州にあるビクトリア島の中の名前の無い島

| 名称                                     | 場所                                                                                          | 国               | 面積 （m2） | 座標                                                                | 備考 |
| ---------------------------------------- | --------------------------------------------------------------------------------------------- | ---------------- | ----------- | ------------------------------------------------------------------- | --- |
| バルカン・ポイント島（英: Vulcan Point） | ルソン島/タール湖/タール火山島/メイン・クレーター湖（英: Main Crater Lake）                   | フィリピン       | —           | 北緯14度0分33秒 東経120度59分46秒 / 北緯14.00917度 東経120.99611度  | 2020年1月に、タール火山噴火の影響を受け、バルカン・ポイント島の浮かぶメイン・クレーター湖は干上がって消滅したが、直ぐに再び湖水で満たされた。 |
| —                                        | キューバ島/レチェ湖/パハロ島（西: Cayo Pajaro）/—                                             | キューバ         | 832         | 北緯22度13分31秒 西経78度40分2秒 / 北緯22.22528度 西経78.66722度    | |
| —                                        | グレートブリテン島/マリー湖（英: Loch Maree）/アイリーン・スーウィン（英: Eilean Sùbhainn）/— | イギリス         | 225         | 北緯57度41分24秒 西経5度29分9秒 / 北緯57.69000度 西経5.48583度      | |
| —                                        | スマトラ島/トバ湖/サモシール島/アエ・ナトナン湖（インドネシア語: Danau Aek Natonang）         | インドネシア     | 13,125      | 北緯2度33分52秒 東経98度53分0秒 / 北緯2.56444度 東経98.88333度      | |
| —                                        | スマトラ島/トバ湖/サモシール島/—                                                              | インドネシア     | 400         | 北緯2度38分11秒 東経98度50分14秒 / 北緯2.63639度 東経98.83722度     | |
| —                                        | ニューファンドランド島/グランド湖/グラバー島/—                                                | カナダ           | 7,500       | 北緯48度47分48秒 西経57度39分28秒 / 北緯48.79667度 西経57.65778度   | |
| —                                        | ニューファンドランド島/グランド湖/グラバー島/—                                                | カナダ           | 2,300       | 北緯48度43分8秒 西経57度46分23秒 / 北緯48.71889度 西経57.77306度    | |
| —                                        | ニューファンドランド島/ジュビリー湖（英: Jubilee Lake）/—/—                                   | カナダ           | 20          | 北緯48度3分50秒 西経55度10分24秒 / 北緯48.06389度 西経55.17333度    | |
| —                                        | ニューファンドランド島/ミールペイグ貯水池（英: Meelpaeg Reservoir）/—/—                       | カナダ           | 100         | 北緯48度18分44秒 西経56度30分48秒 / 北緯48.31222度 西経56.51333度   | |
| —                                        | バフィン島/ネチリング湖/—/—                                                                   | カナダ           | 40,000      | 北緯66度41分15秒 西経70度28分48秒 / 北緯66.68750度 西経70.48000度   | |
| —                                        | バンクス島（英: Banks Island）/クーリェット湖（英: Kooryet Lake）/—/—                         | カナダ           | ~100        | 北緯53度21分7秒 西経129度59分30秒 / 北緯53.35194度 西経129.99167度  | |
| —                                        | ビクトリア島/—/—/—                                                                            | カナダ           | 16,000      | 北緯69度47分32秒 西経108度14分26秒 / 北緯69.79222度 西経108.24056度 | |
| —                                        | 南島/ワナカ湖/モウ・ワホ島/アリシューザ・プール（英: Arethusa Pool）                          | ニュージーランド | 225         | 南緯44度33分15秒 東経169度5分3秒 / 南緯44.55417度 東経169.08417度   | |

### 湖の島の湖の島の湖の島
| 名称 | 場所                 | 国     | 面積 （km2） | 座標                                                             |
| ---- | -------------------- | ------ | ------------ | ---------------------------------------------------------------- |
| —    | ヤスキエド湖/—/—/—/— | カナダ | —            | 北緯62度39分4秒 西経97度47分14秒 / 北緯62.65111度 西経97.78722度 |

アメリカ合衆国はスペリオル湖に浮かぶロイヤル島のシスキウィット湖の中には、ライアン島（英: Ryan Island）がある。ライアン島に「ムース・フラッツ」（英: Moose Flats）と呼ばれる季節性の池が存在し、その池に「ムース・ボルダー」（英: Moose Boulder）と呼ばれる「世界で最大の湖の最大の島の最大の湖の最大の島の最大の湖の最大の島」が浮かんでいるとする情報があった。しかし、2020年の探検の結果、捏造された情報であると判明した。

## 湖

### 島の湖

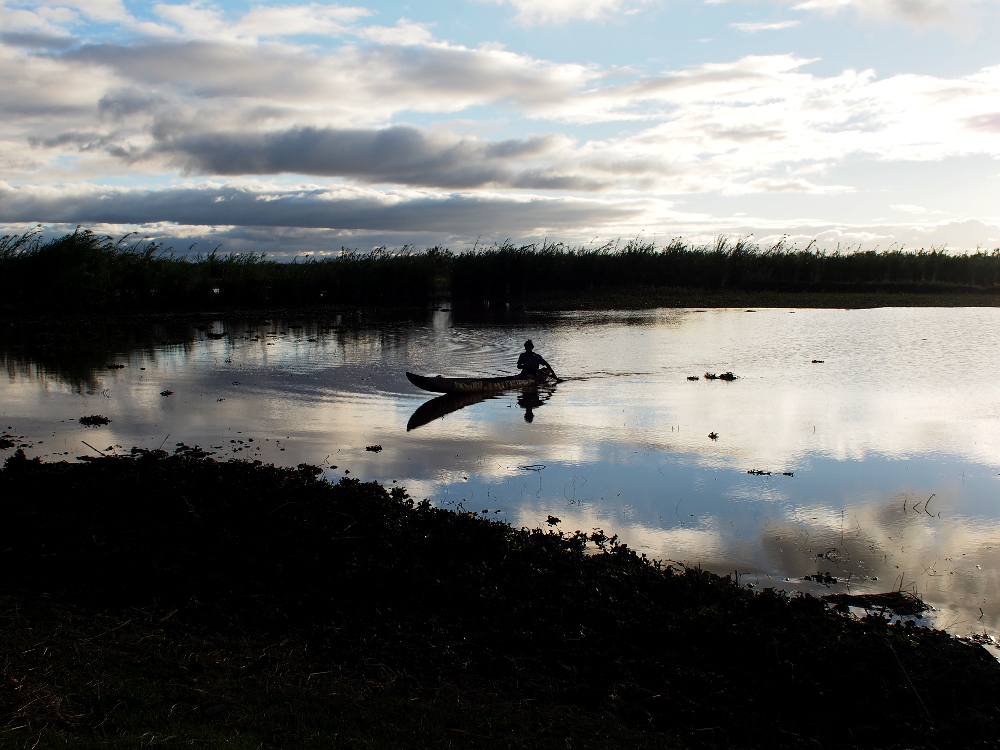
アラウチャ湖の畔にて

| 名称                     | 場所               | 国               | 面積 （km2） | 座標                                                                | 備考                             |
| ------------------------ | ------------------ | ---------------- | ------------ | ------------------------------------------------------------------- | -------------------------------- |
| アラウチャ湖             | マダガスカル島     | マダガスカル     | 900          | 南緯17度30分 東経48度30分 / 南緯17.500度 東経48.500度               |                                  |
| 河口湖                   | 本州               | 日本             | 6.13         | 北緯35度30分56秒 東経138度45分36秒 / 北緯35.51556度 東経138.76000度 |                                  |
| コリブ湖                 | アイルランド島     | アイルランド     | 176          | 北緯53度26分 西経9度14分 / 北緯53.433度 西経9.233度                 |                                  |
| シンカラ湖               | スマトラ島         | インドネシア     | 108          | 南緯0度37分12秒 東経100度32分24秒 / 南緯0.62000度 東経100.54000度   |                                  |
| シンクヴァトラヴァトン湖 | アイスランド島     | アイスランド     | 84           | 北緯64度11分 西経21度9分 / 北緯64.183度 西経21.150度                |                                  |
| タウポ湖                 | 北島               | ニュージーランド | 616          | 南緯38度48分25秒 東経175度54分28秒 / 南緯38.80694度 東経175.90778度 |                                  |
| トウティ湖               | スラウェシ島       | インドネシア     | 561          | 南緯2度45分 東経121度30分 / 南緯2.750度 東経121.500度               |                                  |
| トバ湖                   | スマトラ島         | インドネシア     | 1,130        | 北緯2度40分48秒 西経98度52分48秒 / 北緯2.68000度 西経98.88000度     |                                  |
| ネイ湖                   | アイルランド島     | イギリス         | 392          | 北緯54度37分6秒 西経6度23分43秒 / 北緯54.61833度 西経6.39528度      |                                  |
| ネチリング湖             | バフィン島         | カナダ           | 5,542        | 北緯66度29分 西経70度20分 / 北緯66.483度 西経70.333度               | 世界で最も大きな、島の湖である。 |
| 琵琶湖                   | 本州               | 日本             | 670          | 北緯35度20分 東経136度10分 / 北緯35.333度 東経136.167度             |                                  |
| ポソ湖                   | スラウェシ島       | インドネシア     | 323          | 南緯1度55分28秒 東経120度37分0秒 / 南緯1.92444度 東経120.61667度    |                                  |
| マタノ湖                 | スラウェシ島       | インドネシア     | 164          | 南緯2度29分7秒 東経121度20分0秒 / 南緯2.48528度 東経121.33333度     |                                  |
| ラナウ湖                 | スマトラ島         | インドネシア     | 126          | 南緯4度51分45秒 東経103度55分50秒 / 南緯4.86250度 東経103.93056度   |                                  |
| レチェ湖                 | キューバ島         | キューバ         | 67.2         | 北緯22度12分33秒 西経78度37分17秒 / 北緯22.20917度 西経78.62139度   |                                  |
| ローモンド湖             | グレートブリテン島 | イギリス         | 71           | 北緯56度5分 西経4度34分 / 北緯56.083度 西経4.567度                  |                                  |
| ワカティプ湖             | 南島               | ニュージーランド | 289          | 南緯45度3分 東経168度30分 / 南緯45.050度 東経168.500度              |                                  |

### 湖の島の湖

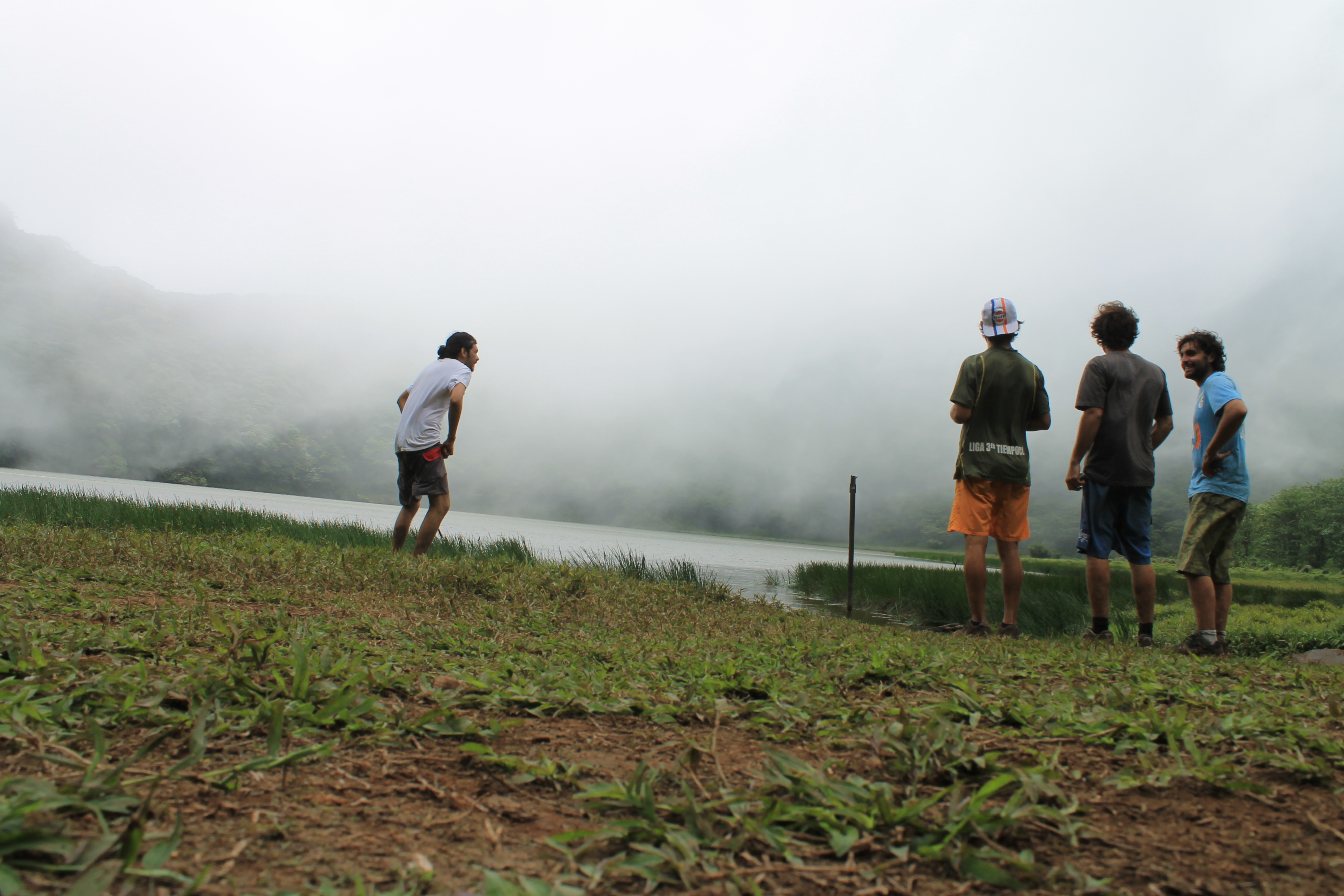
ニカラグア湖に浮かぶオメテペ島の中にあるマデラス火山湖（Laguna del Volcan Maderas）へ訪れた観光客

| 名称                                            | 場所                                                                   | 国           | 面積 （km2） | 座標                                                                     | 備考                                 |
| ----------------------------------------------- | ---------------------------------------------------------------------- | ------------ | ------------ | ------------------------------------------------------------------------ | ------------------------------------ |
| アントニエフスコエ湖（露: Озеро Антониевское）  | ラドガ湖/ヴァラーム                                                    | ロシア       | 0.028        | 北緯61度23分18秒 東経30度59分48秒 / 北緯61.38833度 東経30.99667度        |                                      |
| イゲルヴィケン湖（典: Igelviken）               | メーラレン湖/フェリングセー島（典: Färingsö）                          | スウェーデン | 0.47         | 北緯59度21分53秒 東経17度42分13秒 / 北緯59.36472度 東経17.70361度        |                                      |
| ヴァルキアヤルヴィ湖（芬: Valkiajärvi）         | サイマー湖/フリッサロ島（芬: Hurissalo）                               | フィンランド | 1.4          | 北緯61度30分27秒 東経27度49分29秒 / 北緯61.50750度 東経27.82472度        |                                      |
| ウィンディゴ湖（英: Lake Windigo）              | カス湖/スター島                                                        | アメリカ     | 0.8          | 北緯47度25分7秒 西経94度34分13秒 / 北緯47.41861度 西経94.57028度         |                                      |
| エンドフェーン湖（典: Ändsjön）                 | ストゥールシェーン湖（典: Storsjön）/フレーシェーン島（典: Frösön）    | スウェーデン | 0.32         | 北緯63度10分34秒 東経14度34分24秒 / 北緯63.17611度 東経14.57333度        |                                      |
| オイニンキ湖（芬: Oininki）                     | サイマー湖/アイトサーリ島（芬: Äitsaari）                              | フィンランド | 2.6          | 北緯61度18分52秒 東経28度38分21秒 / 北緯61.31444度 東経28.63917度        |                                      |
| オフェーン湖（典: Ösjön）                       | レヴスンドフェーン湖（典: Revsundssjön）/アンメレーン島（典: Ammerön） | スウェーデン | 0.58         | 北緯62度51分53秒 東経15度10分21秒 / 北緯62.86472度 東経15.17250度        |                                      |
| カガウォング湖（英: Lake Kagawong）             | ヒューロン湖/マニトゥーリン島                                          | カナダ       | 55.6         | 北緯45度50分0秒 西経82度18分36秒 / 北緯45.83333度 西経82.31000度         |                                      |
| キュッリオンヤルヴィ湖（芬: Kylliönjärvi）      | ピヒラヤヴェシ湖/ヴィルヤカンサーリ島（芬: Viljakansaari）             | フィンランド | 1.1          | 北緯61度33分47秒 東経28度22分59秒 / 北緯61.56306度 東経28.38306度        |                                      |
| クルケムス湖（芬: Kulkemus）                    | ピヒラヤヴェシ湖/パルタランサーリ島（芬: Partalansaari）               | フィンランド | 5.8          | 北緯61度40分43秒 東経28度24分13秒 / 北緯61.67861度 東経28.40361度        |                                      |
| グローヒョンナ湖（諾: Gråtjønna）               | レス湖（諾: Røssvatnet）/レスヴァスホルメン島（諾: Røssvassholmen）    | ノルウェー   | 0.05         | 北緯65度41分46秒 東経13度59分47秒 / 北緯65.69611度 東経13.99639度        |                                      |
| サーユー＝パロヴェシ湖（芬: Saajuu-Palovesi）   | ピヒラヤヴェシ湖/パルタランサーリ島                                    | フィンランド | 4.1          | 北緯61度41分55秒 東経28度19分34秒 / 北緯61.69861度 東経28.32611度        |                                      |
| サパテラ湖（西: Laguna de Zapatera）            | ニカラグア湖/サパテラ島                                                | ニカラグア   | 0.19         | 北緯11度45分59秒 西経85度51分25秒 / 北緯11.76639度 西経85.85694度        |                                      |
| サラヴェシ湖（芬: Saravesi）                    | カッラ湖/コタサーリ島（芬: Kotasaari）                                 | フィンランド | 4.1          | 北緯62度50分49秒 東経28度4分52秒 / 北緯62.84694度 東経28.08111度         |                                      |
| ジェネセラス湖（英: Lake Geneserath）           | ミシガン湖/ビーバー島                                                  | アメリカ     | 2            | 北緯45度35分55秒 西経85度32分23秒 / 北緯45.59861度 西経85.53972度        |                                      |
| シスキウィット湖                                | スペリオル湖/ロイヤル島                                                | アメリカ     | 16.8         | 北緯48度0分5秒 西経88度47分50秒 / 北緯48.00139度 西経88.79722度          |                                      |
| シャラ＝ヌル湖（露: Шара-Нур）                  | バイカル湖/オリホン島                                                  | ロシア       | —            | 北緯53度6分18秒 東経107度15分16秒 / 北緯53.10500度 東経107.25444度       |                                      |
| スュヴァハウト湖（エストニア語: Süvähaud）      | ペイプシ湖/ピーリッサール島                                            | エストニア   | —            | 北緯58度23分5.3秒 東経27度30分2.6秒 / 北緯58.384806度 東経27.500722度    |                                      |
| ディソー湖（英: Lake Desor）                    | スペリオル湖/ロイヤル島                                                | アメリカ     | —            | 北緯47度58分36秒 西経88度59分13秒 / 北緯47.97667度 西経88.98694度        |                                      |
| ナルテヤルヴィ湖（芬: Närtejärvi）              | ピヒラヤヴェシ湖/ヴィルヤカンサーリ島                                  | フィンランド | 1.2          | 北緯61度34分31秒 東経28度31分8秒 / 北緯61.57528度 東経28.51889度         |                                      |
| フォックス湖（英: Fox Lagoon）                  | エリー湖/ペリー島                                                      | カナダ       | 0.02         | 北緯41度43分57秒 西経82度40分18秒 / 北緯41.73250度 西経82.67167度        |                                      |
| ヘンリー湖（英: Lake Henry）                    | エリー湖/ペリー島                                                      | カナダ       | 0.345        | 北緯41度49分32秒 西経82度38分20秒 / 北緯41.82556度 西経82.63889度        |                                      |
| マデラス火山湖（西: Laguna del Volcan Maderas） | ニカラグア湖/オメテペ島                                                | ニカラグア   | 0.034        | 北緯11度26分42秒 西経85度30分38秒 / 北緯11.44500度 西経85.51056度        |                                      |
| マニトゥー湖                                    | ヒューロン湖/マニトゥーリン島                                          | カナダ       | 106          | 北緯45度46分42秒 西経81度59分30秒 / 北緯45.77833度 西経81.99167度        | 世界で最も大きな、湖の島の湖である。 |
| マロセンヤルヴィ湖（芬: Malosenjärvi）          | ピヒラヤヴェシ湖/ヴィルヤカンサーリ島                                  | フィンランド | 1.4          | 北緯61度31分58秒 東経28度16分11秒 / 北緯61.53278度 東経28.26972度        |                                      |
| ミンデモヤ湖（英: Lake Mindemoya）              | ヒューロン湖/マニトゥーリン島                                          | カナダ       | 38.7         | 北緯45度45分43秒 西経82度12分32秒 / 北緯45.76194度 西経82.20889度        |                                      |
| ユラ＝エノンヴェシ湖（芬: Ylä-Enonvesi）        | サイマー湖/サーミンギンサロ島（芬: Sääminginsalo）                     | フィンランド | 12           | 北緯62度3分7秒 東経29度0分12秒 / 北緯62.05194度 東経29.00333度           |                                      |
| ラピンヤルヴィ湖（芬: Lapinjärvi）              | サイマー湖/フリッサロ島（芬: Hurissalo）                               | フィンランド | 1.1          | 北緯61度29分33秒 東経27度48分30秒 / 北緯61.49250度 東経27.80833度        |                                      |
| リッチー湖（英: Lake Richie）                   | スペリオル湖/ロイヤル島                                                | アメリカ     | —            | 北緯48度2分38秒 西経88度41分43秒 / 北緯48.04389度 西経88.69528度         |                                      |
| リトル湖（英: Little Lake）                     | ミシガン湖/ワシントン島                                                | アメリカ     | 0.17         | 北緯45度24分36秒 西経86度56分29秒 / 北緯45.41000度 西経86.94139度        |                                      |
| ルオコヤルヴィ湖（芬: Ruokojärvi）              | ピヒラヤヴェシ湖/パルタランサーリ島                                    | フィンランド | 1.3          | 北緯61度38分1秒 東経28度23分39秒 / 北緯61.63361度 東経28.39417度         |                                      |
| レシチェヴォ湖（露: Лещево）                    | ラドガ湖/ヴァラーム                                                    | ロシア       | 0.27         | 北緯61度21分35秒 東経30度55分58秒 / 北緯61.35972度 東経30.93278度        |                                      |
| —                                               | タッバー湖/—                                                           | ベトナム     | 0.05         | 北緯21度50分24.7秒 東経104度58分2.5秒 / 北緯21.840194度 東経104.967361度 |                                      |
| —                                               | チャド湖/—                                                             | カメルーン   | —            | —                                                                        |                                      |

### 島の湖の島の湖

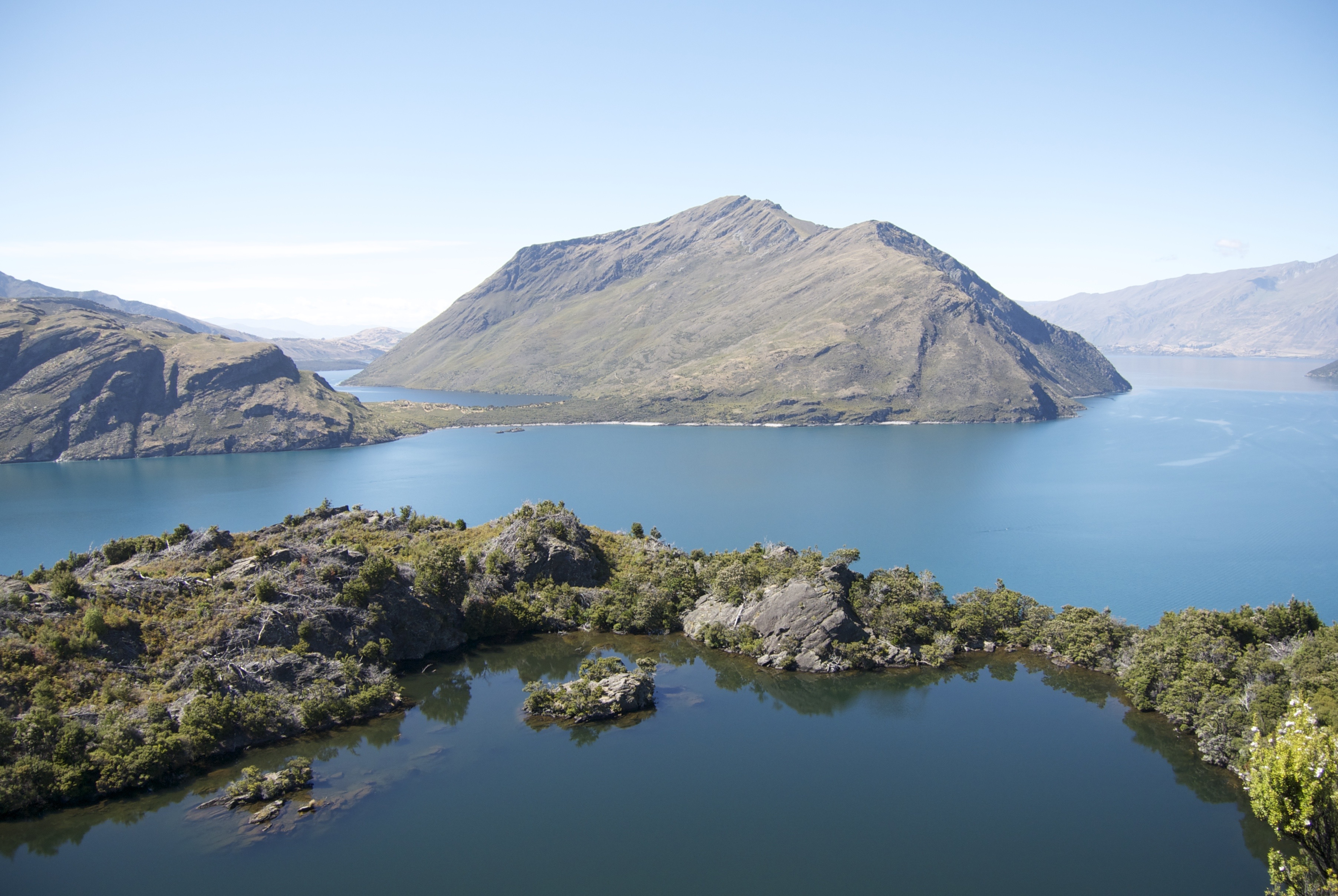
モウ・ワホ島にあるアリシューザ・プール（Arethusa Pool）からのワナカ湖への眺め

| 名称                                      | 場所                                                                              | 国               | 面積 （km2） | 座標                                                                      | 備考                                     |
| ----------------------------------------- | --------------------------------------------------------------------------------- | ---------------- | ------------ | ------------------------------------------------------------------------- | ---------------------------------------- |
| アリシューザ・プール（英: Arethusa Pool） | 南島/ワナカ湖/モウ・ワホ島                                                        | ニュージーランド | 0.05         | 南緯44度33分15秒 東経169度5分0秒 / 南緯44.55417度 東経169.08333度         |                                          |
| —                                         | アイスランド島/シンクヴァトラヴァトン湖/サンデイ島（アイスランド語: Sandey）      | アイスランド     | —            | 北緯64度11分8.1秒 西経21度9分49秒 / 北緯64.185583度 西経21.16361度        |                                          |
| —                                         | エルズミア島/ヘイズン湖                                                           | カナダ           | —            | 北緯81度55分15.9秒 西経69度04分10.9秒 / 北緯81.921083度 西経69.069694度   |                                          |
| —                                         | オステレイ島（英: Osterøy）/ヴェストレヴァットネ湖（諾: Vestrevatnet）            | ノルウェー       | —            | 北緯60度32分11.9秒 東経5度37分38.0秒 / 北緯60.536639度 東経5.627222度     |                                          |
| —                                         | 北島/ワイカレイティ湖/ラフイ島（英: Rahui Island）                                | ニュージーランド | 0.003        | 南緯38度42分45秒 東経177度10分22秒 / 南緯38.71250度 東経177.17278度       |                                          |
| —                                         | ニウアフォオウ島/ヴァイ・ラヒ湖（英: Vai Lahi）/アアリ島（トンガ語: Motu ʻAʻali） | トンガ           | 0.02         | 南緯15度35分41.6秒 西経175度38分57.0秒 / 南緯15.594889度 西経175.649167度 |                                          |
| —                                         | ニューファンドランド島/グランド湖/グラバー島                                      | カナダ           | 1.40         | 北緯48度48分9秒 西経57度39分41秒 / 北緯48.80250度 西経57.66139度          |                                          |
| —                                         | ニューファンドランド島/ジュビリー湖（英: Jubilee Lake）/—                         | カナダ           | 0.025        | 北緯48度3分50秒 西経55度10分24秒 / 北緯48.06389度 西経55.17333度          |                                          |
| —                                         | バフィン島/ネチリング湖/—                                                         | カナダ           | 1.55         | 北緯66度23分15秒 西経69度38分41秒 / 北緯66.38750度 西経69.64472度         | 世界で最も大きな、島の湖の島の湖である。 |
| —                                         | バフィン島/—/—                                                                    | カナダ           | —            | 北緯70度41分14秒 西経80度34分18秒 / 北緯70.68722度 西経80.57167度         |                                          |
| —                                         | フォーレ島/メールノルトレスク湖（典: Mölnorträsk）/—                              | スウェーデン     | 0.00006      | 北緯57度55分45秒 東経19度8分29秒 / 北緯57.92917度 東経19.14139度          |                                          |

### 湖の島の湖の島の湖
| 名称 | 場所               | 国     | 面積 （km2） | 座標                                                                   |
| ---- | ------------------ | ------ | ------------ | ---------------------------------------------------------------------- |
| —    | ヤスキエド湖/—/—/— | カナダ | 0.013        | 北緯62度39分5.8秒 西経97度47分11.8秒 / 北緯62.651611度 西経97.786611度 |